# Kobierzyce (stacja kolejowa)
Kobierzyce – stacja kolejowa w Kobierzycach, w Polsce, w województwie dolnośląskim.
Po 22 latach przerwy stacja rozpoczęła ponownie obsługiwać ruch pasażerski 12 czerwca 2022.

## Ruch pasażerski
| Rok  | Wymiana pasażerska na dobę |
| ---- | -------------------------- |
| 2022 | 50-99                      |
| 2023 | 150-199                    |